# Farófias

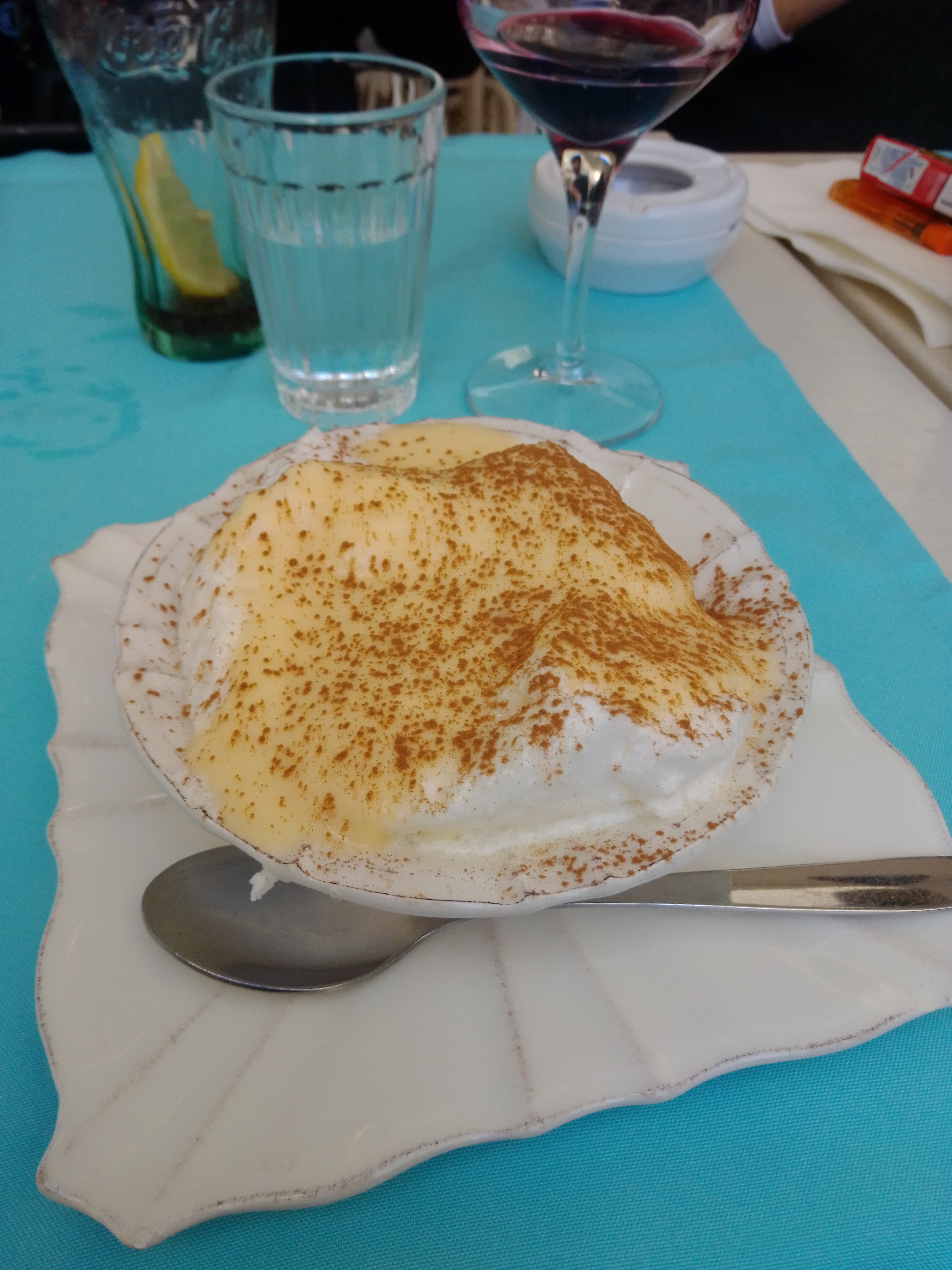
Farófias

As farófias, também conhecidas como nuvens doces, ovos nevados e “Oeufs à la Neige”, em francês, é um prato feito de claras em castelo e gemas, leite, farinha e açúcar, podendo ser temperado com casca de limão, amêndoas, pau de canela e canela em pó. É uma iguaria de origem francesa, porém muito tradicional em Portugal.

## Variações regionais
Em Portugal e no Brasil, na receita tradicional, as farófias são cobertas com leite condensado ou doce de leite (amido de milho ou creme pasteleiro e ovos). Em Inglaterra, as Farófias à inglesa são cobertas com doce de alperce. Em França, no livro “A Cozinha Ideal”, mostra que as Farófias são cozidas com baunilha e são cobertas com um molho à inglesa. Em Angola, também têm a mesma receita apenas feitas com farinha de pau.